# Elliott Kastner
Elliott Kastner (New York, 7 januari 1930 - Londen, 30 juni 2010) was een Amerikaans filmproducent. Hij volgde zijn opleiding aan de Universiteit van Miami en de Columbia-universiteit. Hij startte zijn carrière als talentscout aan de Music Corporation of America. Toen deze firma werd opgedoekt volgde al snel zijn eerste werk als producent, Bus Riley's Back in Town.
Kastner overleed op 80-jarige leeftijd ten gevolge van kanker.

## Filmografie
- Bus Riley's Back in Town (1965)
- Harper (1966)
- Kaleidoscope (1966)
- The Bobo (1967)
- Sweet November (1968)
- Where Eagles Dare (1968)
- The Night of the Following Day (1968)
- Laughter in the Dark (1969)
- The Walking Stick (1970)
- A Severed Head (1970)
- When Eight Bells Toll (1971)
- Villain (1971)
- The Nightcomers (1971)
- Fear Is the Key (1972)
- Zee and Co. (1972)
- The Long Goodbye (1973)
- Jeremy (1973)
- Cops and Robbers (1973)
- 11 Harrowhouse (1974)
- Rancho Deluxe (1975)
- Farewell, My Lovely (1975)
- Russian Roulette (1975)
- 92 In The Shade (1975)
- Breakheart Pass (1975)
- The Missouri Breaks (1976)
- Swashbuckler (1976)
- Black Joy (1977)
- Equus (1977)
- A Little Night Music (1977)
- The Big Sleep (1978)
- Absolution (1978)
- The First Deadly Sin (1980)
- Man, Woman and Child (1983)
- Oxford Blues (1984)
- Garbo Talks (1984)
- Nomads (1986)
- Angel Heart (1987)
- White of the Eye (1987)
- Les Patterson Saves the World (1987)
- A Chorus of Disapproval (1988)
- Homeboy (1988)
- The Last Party (1993)
- Frank & Jesse (1994)
- Love Is All There Is (1996)
- Sweet November (2001)
- Opa! (2005)
- The Madman's Tale (2009)